# Centrosema vetulum
Centrosema vetulum är en ärtväxtart som beskrevs av George Bentham. Centrosema vetulum ingår i släktet Centrosema och familjen ärtväxter. Inga underarter finns listade i Catalogue of Life.